# Eli Sims Shorter
Eli Sims Shorter, född 15 mars 1823 i Monticello i Georgia, död 29 april 1879 i Eufaula i Alabama, var en amerikansk militär och politiker (demokrat). Han var ledamot av USA:s representanthus 1855–1859.
År 1855 efterträdde Shorter James Abercrombie som kongressledamot och efterträddes 1859 av James L. Pugh.
I presidentvalet i USA 1860 var Shorter elektor för sydstatsdemokraten John Cabell Breckinridge. Han tjänstgjorde som överste i sydstatsarmén i amerikanska inbördeskriget fram till år 1862.
Shorter är begravd på Fairview Cemetery i Eufaula i Alabama. Brodern John Gill Shorter var Alabamas guvernör 1861–1863.